# Antiga mina de fluorita
L'Antiga mina de fluorita és una obra de Montornès del Vallès (Vallès Oriental) protegida com a Bé Cultural d'Interès Local.

## Descripció
En els turons de Calders es van obrir túnels d'extracció del mineral espat fluor (fluorita). Una de les galeries més importants, i que encara es conserva, és la que es va obrir al costat del torrent de les Vinyes Velles, al costat de la urbanització de Can Coll. Es pot veure l'entrada de la mina i les restes de la caseta d'on partia la vagoneta. I a l'altre costat del camí, cobertes per l'abundant vegetació, es conserven restes dels safaretjos que s'utilitzaven per rentar el mineral. En altres punts dels turons de Calders hi ha més entrades obertes, que evidencien les prospeccions que es van fer per cercar el mineral.

## Història
Abans de la Guerra Civil ja hi ha registrada activitat minera en el municipi. Després del conflicte, van augmentar considerablement les prospeccions i extraccions, allargant-se durant les següents dècades. Però la falta de seguretat i la baixa puresa del mineral van propiciar la ràpida decadència, concloent amb el definitiu abandonament.
El barceloní Jaume Montserrat Graells, empresari del món de la minera i el carbó que estiuejava al municipi, va ser un dels promotors de l'activitat minera després de la Guerra Civil, obrint més boques d'accés.